# Наум Костов (строител)
Наум Костов е български строител от втората половина на XIX и началото на XX век.

## Биография
Наум Костов е роден в 1867 година в западномакедонското дебърско мияшко село Битуше, тогава в Османската империя, в големия род на строители, който след него става известен като Наумови. Син е на Коста, който е най-старият известен майстор зидар от рода. Самият Наум също става строител и продължава семейната традиция. Става известен майстор зидар в района и е много търсен. Има двама сина, Рафе и Гьоре, които и двамата продължават строителната традиция. Има собствена тайфа, в която работят синовете му и с нея строи къщи в Пловдив и из Вардарска Македония.
Наум Костов умира в 1934 година.